# Stephen Henderson (Schauspieler)

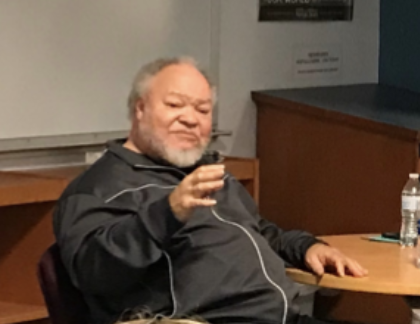
Stephen Henderson (2018)

Stephen McKinley Henderson (* 31. August 1949 in Kansas City, Missouri) ist ein US-amerikanischer Schauspieler und Theaterregisseur.

## Leben und Karriere
Stephen Henderson absolvierte seine schulischen und schauspielerischen Ausbildungen unter anderem an der Lincoln University, der Juilliard School und der Purdue University. Der Afroamerikaner mit markanten Gesichtszügen machte zwar bereits 1979 sein Filmdebüt, war jedoch lange fast ausschließlich Theaterschauspieler. Auf der Bühne verschaffte er sich Anerkennung mit Rollen in Stücken von August Wilson. Seine Darstellung eines geschwätzigen Fahrers in Wilsons Jitney brachte ihm einen Drama Desk Award ein. 2001 war Henderson erstmals am Broadway zu sehen und trat dort seitdem in mehreren Produktionen auf.
Erst seit der Jahrtausendwende ist Henderson vermehrt in Film und Fernsehen zu sehen, hauptsächlich in Nebenrollen. In einigen Folgen der Serie Law & Order trat er als Richter auf. Im Kino spielte Henderson in den 2010er-Jahren in insgesamt fünf Filmen, die für den Oscar als Bester Film nominiert wurden. Beispielsweise verkörperte er den Hausdiener von Abraham Lincoln in Steven Spielbergs Historiendrama Lincoln (2012) und den Vorgesetzten von Casey Afflecks Figur in Manchester by the Sea (2016). Eine größere Nebenrolle hatte er als Jim Bono, der bester Freund von Denzel Washingtons Figur, im Filmdrama Fences (2016) nach dem gleichnamigen Stück von August Wilson. Diese Rolle hatte Henderson bereits zuvor am Broadway verkörpert, was ihm im Jahr 2010 eine Nominierung für den Tony Award eingebracht hatte. 2021 spielte er Thufir Hawat in Dune unter Regie von Denis Villeneuve.
Henderson arbeitet auch als Theaterregisseur und unterrichtet Schauspiel an der University at Buffalo.

## Theater (Auswahl)
Schauspieler
- 1986: A Raisin in the Sun (Union Square Theatre)
- 1994: Zooman and the Sign (McGinn-Cazale Theatre)
- 2000: Jitney (Second Stage Theatre, Union Square Theatre)
- 2001: King Hedley II (Virginia Theatre)
- 2003: Ma Rainey's Black Bottom (Royale Theatre)
- 2004: Drowning Crow (Biltmore Theatre)
- 2004–2005: Dracula, the Musical (Belasco Theatre)
- 2005: The Last Days of Judas Iscariot (Joseph Papp Public Theater/Martinson Theater)
- 2006: Seven Guitars (Peter Norton Space)
- 2007: King Hedley II (Peter Norton Space)
- 2010: Fences (Cort Theatre)
- 2014: A Raisin in the Sune (Ethel Barrymore Theatre)
- 2014, 2015: Between Riverside and Crazy (Linda Gross Theater, Second Stage Theatre)
- 2017: A Doll's House, Part 2 (John Golden Theatre)

Regie
- 2009: Zooman and the Sign (Peter Norton Space)

## Filmografie (Auswahl)
- 1979: Die H.L.M. Puff-Company (A Pleasure Doing Business)
- 1985: Marie – Eine wahre Geschichte (Marie)
- 1995–2010: Law & Order (Fernsehserie, 7 Folgen)
- 2000: Third Watch – Einsatz am Limit (Fernsehserie, Folge Know Thyself)
- 2004: Keane
- 2005, 2006: Law & Order: Special Victims Unit (Fernsehserie, 2 Folgen)
- 2006: Conviction (Fernsehserie, 2 Folgen)
- 2008: New Amsterdam (Fernsehserie, 8 Folgen)
- 2009: Ein gutes Herz (The Good Heart)
- 2011: Aushilfsgangster (Tower Heist)
- 2011: Extrem laut & unglaublich nah (Extremely Loud & Incredibly Close)
- 2012: Red Hook Summer
- 2012: The Newsroom (Fernsehserie, 3 Folgen)
- 2012: Lincoln
- 2012: Elementary (Fernsehserie, 1 Folge)
- 2014: Da Sweet Blood of Jesus
- 2016: Fences
- 2016: Manchester by the Sea
- 2017: Lady Bird
- 2018: Fear the Walking Dead (Fernsehserie, Folge Blackjack)
- 2018: The Blacklist (Fernsehserie, Folge Nicholas T. Moore (No. 110))
- 2019: Native Son
- 2019: The True Adventures of Wolfboy
- 2019–2021: Wu-Tang: An American Saga (Fernsehserie, 3 Folgen)
- 2020: Devs (Fernseh-Miniserie, 8 Folgen)
- 2020: Bruised
- 2021: Dune
- 2022: Causeway
- 2023: Beau Is Afraid
- 2024: Civil War
- 2024: Undercover im Seniorenheim (A Man on the Inside, Fernsehserie, 5 Folgen)
- 2024: The Madness (Miniserie, 4 Folgen)
- 2025: The Dutchman

## Auszeichnungen und Nominierungen (Auswahl)
- 2000: Drama Desk Award in der Kategorie Outstanding Ensemble Performance für Jitney
- 2010: Tony-Award-Nominierung in der Kategorie Best Featured Actor in a Play für Fences
- 2015: Lucille Lortel Award in der Kategorie Outstanding Lead Actor in a Play für Between Riverside and Crazy